# Casa lui Gh. Norocea (Rădeni)
Casa lui Gh. Norocea este o clădire amplasată în Rădeni, raionul Călărași, Republica Moldova. Este un monument arhitectural de importanță națională inclus în Registrul monumentelor Republicii Moldova ocrotite de stat cu nr. 216 (raionul Călărași). Datează din mijl. sec. XIX.